# Mareks Segliņš
Mareks Segliņš (Aizpute, RSS de Letònia, 4 de juliol de 1970) és un polític i advocat letó membre del Partit Popular. Ha estat Ministre de Justícia de Letònia i també Ministre de l'Interior.
Es va graduar a la Facultat de dret de la Universitat de Letònia el 1993 i posteriorment va treballar a l'oficina del procurador i els tribunals de la ciutat de Liepāja. En el període 1994–1998 va treballar al despatx legal Pomerancis un Kreicis. El 1998 fou elegit pel 7è Saeima i fou nomenat Ministre de l'Interior primer al Gabinet d'Andris Šķēle i posteriorment al d'Andris Bērziņš en el període 1999–2002. Fou elegit novament pel 8è Saeima i fou cap del Comitè Legal del parlament, un càrrec que va retenir després de ser reelegit pel 9è Saeima, moment en què també esdevingué cap del Comitè parlamentari per la Seguretat Nacional. El 2007 va esdevenir novament Ministre de l'Interior en el Gabinet d'Ivars Godmanis.
Generà controvèrsia el 20 de febrer de 2008 després que un home anglès de 34 anys fos engarjolat a Riga per orinar a l'històric Monument a la Llibertat. Seglins va descriure els britànics com a persones que causen problemes a Letònia quan van beguts, típicament en festes de cap de setmana, i els va qualificar de porcs.
El març de 2009, Seglins va ser nomenat Ministre de Justícia al gabinet de Valdis Dombrovskis, però va acabar el mandat el 2010, quan el seu partit va deixar el govern.